# Nothotrichocera terebrella
Nothotrichocera terebrella är en tvåvingeart som beskrevs av Alexander 1926. Nothotrichocera terebrella ingår i släktet Nothotrichocera och familjen vintermyggor. Inga underarter finns listade i Catalogue of Life.